# Virághíd
A virághíd (románul Podul de Flori, oroszul Мост цветов) azoknak a tüntetéseknek a neve, amelyekre 1990. május 6-án, illetve 1991. június 16-án került sor a Prut folyó mentén, amely az országhatárt képezi Románia és Moldova között. A látványos akciók a moldovai–román („román–román”) határ eltörlésének vágyát fejezték ki.

## 1990. május 6.
Az első ilyen tüntetésre 1990. május 6-án került sor. Ezen a napon a romániai lakosoknak megengedték, hogy délután 1 és 7 óra között útlevél és vízum nélkül átkeljenek a Prut folyón a Moldáv Szovjet Szocialista Köztársaságba. A 700 kilométer hosszú [moldovai–román határon nyolc ellenőrző pontot létesítettek: Miorcani–Pererîta, Stânca-Costești gát, Jászvásár–Sculeni, Ungheni–Ungheni híd, Albița–Leuşeni, Fălciu–Țiganca, Oancea–Cahul és Galați–Giurgiulești.
Mindkét oldal lakói, akiket a második világháború óta elválasztottak egymástól (előtte két évtizedig Moldova nagy része a Román Királysághoz tartozott), összegyűltek a parton, és sokan átkeltek a vízen, hogy láthassák családtagjaikat.
A résztvevők számát mintegy 1,2 millióra becsülték. Ungheni-nél körülbelül 250 000 -en keltek át a határon. A demonstráció, amelyet a Románok Egységéért Kulturális Liga szervezett, együttműködve a Bukarest–Chișinău Kulturális Társasággal és a Moldovai Népi Fronttal, kora reggel  kezdődött, amikor ezrek jelentek meg a román parton, kezükben rengeteg virággal. A résztvevők a folyóba dobálták a virágokat, amelyek hamarosan ellepték a víz felszínét, szimbolikus hidat alkotva a két part között. Délben egy csoport pap Te Deum-ot celebrált, majd mindkét oldalon hosszú ideig szóltak a harangok. Ezután még több virágot dobtak a folyóba, és az emberek kezdtek találkozni a hídon. Beszédek, jelszavak és felhívások nem hangzottak el. Népzene, játékok, ünnepi étkezés és hasonló tevékenységek következtek egészen az esemény végéig, délután 6 óráig.
Az esemény után a román-szovjet határon való átkelés lényegesen egyszerűbbé vált.

## 1991. június 16
A második virághídra 1991. június 16-án került sor. Ez alkalommal a moldovai lakosok kelhettek át Romániába úti okmányok nélkül. A Rompres tudósítása szerint Besszarábiából több mint 150 000 ember lépte át a határt Sculeni-nél. Köztük volt a moldovai parlament küldöttsége is, amelyet Nicolae Costin, Chișinău polgármestere vezetett.

## Fordítás
- Ez a szócikk részben vagy egészben  a   Bridge of Flowers (event) című angol Wikipédia-szócikk ezen változatának fordításán alapul.  Az eredeti cikk szerkesztőit annak laptörténete sorolja fel. Ez a jelzés csupán a megfogalmazás eredetét és a szerzői jogokat jelzi, nem szolgál a cikkben szereplő információk forrásmegjelöléseként.